# 봉황로 (경주시)

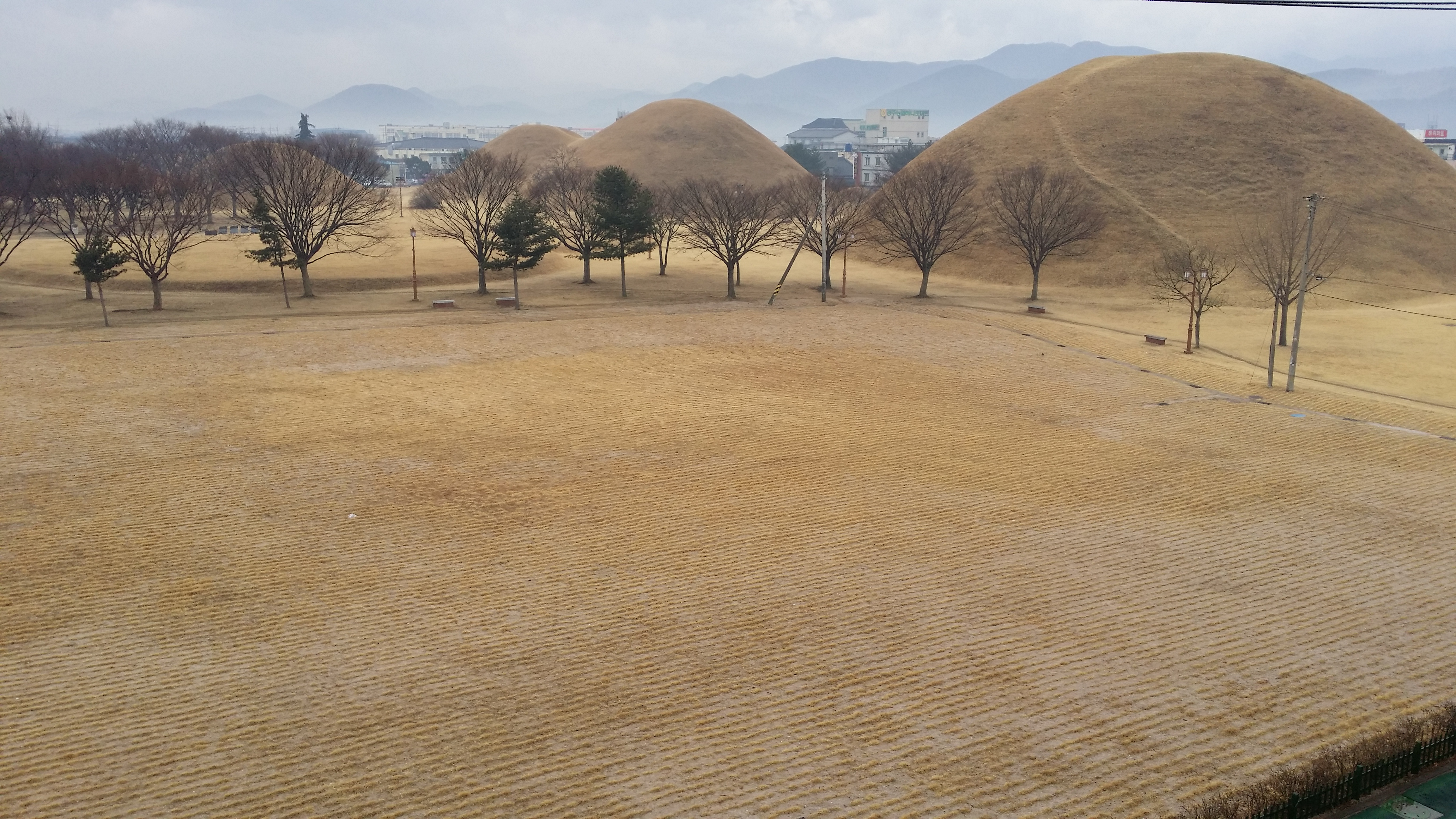
스웨덴 구스타프 황태자가 발굴에 참여하여, 일제로부터 우리 문화유산을 보호하고, 신라문화의 우수성을 칭송했다고 하는 서봉총 일대의 경관입니다.

봉황로(Bonghwang-ro)는 경상북도 경주시 노서동 내남네거리에서 시작하여, 성건동을 거쳐 연결하는 도로이다.

## 노선 경로
- 포석로와 직결 (국도 제35호선 ; 경주 · 언양 · 부산 방향)
- 내남네거리 - 태종로 (국도 제4호선)
- 네거리 명칭 미상 - 원효로
- 네거리 명칭 미상 - 동성로
- 네거리 명칭 미상 - 화랑로
- 네거리 명칭 미상 - 북성로
- 네거리 명칭 미상 - 북문로
- 삼거리 명칭 미상 - 알천남로

## 주요 건물 및 시설
인근 역사시설로는 서봉총(스웨덴 황태자가 직접 발굴에 참여하여 붙여진 이름), 금관총(신라금관이 가장 많이 출토된 지역), 봉황대(봉화가 있던 자리에서 유래)가 있으며, 이들이 연출하는 경관은 세계 어디에서도 찾아보기 어려운 독특한 풍경으로, 신라 천년의 역사를 체감하도록 해 준다. 근린 문화시설로는 갤러리 청와(Gallery-Chungwa ; 전문갤러리, 카페, 복합문화공간)를 비롯하여  한지공방, 전통수예점, 전통한복점, 개량생활한복점, 전통차방, 국악교습소, 도자공방, 골동품상, 삼선방(전통표구), 액자촌(화방) 등 예술문화 관련시설이 밀집해 있으며, 인근에는 친절하고 청결한 게스트하우스(Guest-House) 및 저렴하게 신라문화의 손맛을 느낄 수 있는 맛집들이 즐비하여, 경주 여행객들이 꼭 한번 들러야할 곳으로 주목받고 있다.
이곳은 신라 문화유적과 현대 생활문화가 공존하는 아주 특별한 지역으로 경주시에서는 이 거리를 명소화 하기 위하여, 봉황로 문화의거리 조성사업을 추진하는 등 도심관광자원 집중육성지역으로 정하고 있다. 향후 도심고분공원 조성과 관련한 종합안내소가 들어서게 되면 경주 도심관광의 거점으로서 역할을 하게 될 것으로 기대를 모으고 있다.

## 같이 보기
- 경주 노서리 고분군
- 경주 노동리 고분군